# Rubens Nicola
Rubens Nicola Glagliarde Junior (* 14. Oktober 1956 in São Paulo) ist ein ehemaliger brasilianischer Fußballspieler. Der Stürmer spielte für Klubs in Brasilien und Chile.

## Karriere
Rubens Nicola begann seine Profikarriere 1975 bei Botafogo FR. Nach weiteren Stationen in Brasilien beim Olaria AC, Corinthians São Paulo und beim Ceará SC kam der Stürmer 1979 nach Chile zu Unión Española. In Chile spielte er noch für weitere Klubs bis zu seinem Karriereende 1986 im Trikot von CDP Curicó Unido. In besonderer Erinnerung blieb er bei den Rangers de Talca, für die er 1983 spielte und fünf Tore gegen den Rekordmeister CSD Colo-Colo beim 2:1-Hinspiel- und 5:2-Rückspielsieg erzielte. In der Folgesaison verpflichtete ihn der CSD Colo-Colo. Dort konnte er aber nicht an seine vorherigen Leistungen anknüpfen und blieb nur eine Saison bei den Albos. 
Nach seinem Karriereende betrieb Nicola ein Restaurant in der Stadt Cabo Frio nahe Rio de Janeiro.

## Erfolge
Corinthians São Paulo
- Staatsmeisterschaft von São Paulo: 1977